# Area (gruppo musicale)
Gli Area (noti anche con il sottotitolo International POPular Group) sono un gruppo musicale di avanguardia italiano nato nella prima metà degli anni settanta.
L'obiettivo dichiarato del gruppo è il superamento dell'individualismo artistico per creare una «musica totale, di fusione e internazionalità». Per raggiungere questo scopo hanno pertanto creato una fusione di differenti generi musicali, dal rock progressivo più aperto alle influenze del free jazz alla musica elettronica, dalla musica etnica a quella sperimentale, con costanti riferimenti all'impegno politico, imponendosi pertanto come una delle band più innovative ed anti-convenzionali del panorama musicale italiano dei primi anni settanta.

## Storia del gruppo

### Con Demetrio Stratos
(Demetrio Stratos a uno speciale RAI del 1977)
L'idea del gruppo nasce dal batterista Giulio Capiozzo nel tentativo di potersi esprimere in un contesto musicale senza confini ed andando controcorrente rispetto al mercato discografico. Già nel gruppo di soul, blues e rhythm and blues del cantante Demetrio Stratos, Giulio fa entrare nella band il tastierista Leandro Gaetano (insieme al quale già suonava nella Bobos Band) ed il bassista Patrick Djivas (entrambi nel gruppo di Lucio Dalla). Nascono gli Area e con l'ingresso del chitarrista italo-ungherese Johnny Lambizzi e il sassofonista belga Victor Edouard Busnello compongono tutti i brani poi registrati nel primo album Arbeit macht frei (cantati in lingua inglese). Partecipano alla registrazione del primo disco solista di Alberto Radius registrando un brano nato in jam session da un'idea di Lambizzi che intitoleranno appunto Area (dal nome già deciso dalla band) e si esibiscono al pubblico come Area nel tour da spalla ai Nucleus del 1972 riscuotendo un grande successo. Qui l'incontro con il manager Franco Mamone che farà aprire loro i concerti ai Nucleus, Gentle Giant e Rod Stewart. Poco prima di registrare il primo LP, gli Area persero per strada Lambizzi e Leandro, ed entrarono nella band Paolo Tofani, già chitarrista de i Califfi e musicista attivo nella scena londinese, ed il tastierista Patrizio Fariselli, che già seguiva il gruppo durante i permessi del servizio di leva.
A questa prima formazione si unirono anche Gianni Sassi e Sergio Albergoni, in arte Frankenstein, attivatori e sperimentatori di progetti culturali del periodo, con il compito di scrivere i testi e di curare l'immagine del gruppo. I testi degli Area sono caratterizzati da un forte allegorismo, soprattutto in chiave sociopolitica.
Sin dal loro primo album di esordio, Arbeit macht frei (il cui titolo riprende il motto posto all'ingresso dei campi di sterminio nazisti), e per tutta la loro storia, il gruppo trovò in critica e pubblico pareri, a volte, inversamente proporzionali tra loro. Oltre ai temi politici, all'interno dei loro testi non veniva trascurato l'impegno sociale, fino a giungere (ad esempio la tournée a supporto del Cile) a polemiche con altri esponenti musicali di quel periodo (in primis con la PFM). Non vennero trascurate le esibizioni all'insegna del progresso musicale, che videro gli Area presenti dal concerto Parigi-Lisbona al Parco Lambro (1974), dal centro sociale Leoncavallo alla rappresentazione per gli universitari tenuta al "Teatro Uomo" di Milano.
Dopo l'incisione del primo album, Patrick Djivas lasciò il gruppo per entrare a far parte della PFM e fu rimpiazzato da Ares Tavolazzi, proveniente dai The Pleasure Machine. Assieme a Djivas lasciò anche Busnello, che decise di prendere una propria strada. L'organico composto da Stratos, Fariselli, Capiozzo, Tofani e Tavolazzi resterà celebre come la formazione "classica" del gruppo. La provenienza e le culture musicali di questa formazione ben rappresentano il gruppo: greco-mediorientale di adozione milanese Stratos, dal beat fiorentino il chitarrista Tofani, dall'Emilia-Romagna il tastierista Fariselli, il bassista Tavolazzi e il batterista Capiozzo, dove quest'ultimo rappresenta anch'esso un cosmopolitismo vicino a quello della componente mediorientale di Stratos.
Per valorizzare il proprio tasso tecnico, diversi membri del gruppo viaggiarono spesso all'estero, frequentando le scene musicali di altri paesi (ad esempio Giulio Capiozzo negli Stati Uniti d'America per apprendere il jazz, o Stratos alla corte di Tran Quang Hai).
Giulio Capiozzo apprese l'uso dei tempi dispari dal maestro di percussioni Mohammed Alì, all'Università del Cairo, diventando il più grande rappresentante senza riferimenti di un nuovo stile batteristico sconvolgente per l'epoca ed introdotto adesso come metodo di studio in molte università musicali statunitensi (New School di New York); Demetrio Stratos, proveniente da una precedente esperienza beat con I Ribelli e costantemente impegnato a migliorare le sue prestazioni vocali, collaborò con i ricercatori del corso di Glottologia della Facoltà di Lettere e Filosofia dell'Università di Padova. Durante la sua permanenza con gli Area Stratos migliorò rapidamente le sue capacità vocali di emissione di diplofonie, sino a migliorarla emettendo quadrifonie. Questa particolare tecnica valse a Stratos la qualifica di "voce-strumento" e la definizione di "polverizzatore della monodia". Demetrio Stratos era anche un notevole polistrumentista.
Ad Arbeit macht frei seguì, a distanza di un anno, la loro seconda produzione, Caution Radiation Area (1974). L'album ottenne discrete critiche ma ebbe un buon seguito tra il pubblico e, in particolare, tra i fan del gruppo. Cometa Rossa divenne il pezzo forte dell'ultimo album ed entrò in posizione fissa nelle scalette del gruppo, venendo suonata in ogni esibizione come pezzo classico della band.

### I progetti solisti e la morte di Demetrio Stratos
Con il passare del tempo la band cominciò ad occuparsi di progetti individuali, che videro Stratos impegnato nella produzione di lavori solisti (Metrodora e Cantare la Voce) e anche gli altri membri del gruppo si lanciarono in vari progetti. Conclusa questa fase, la band si ripresentò in sala prove per lavorare all'album successivo, Crac! (1975). L'album presenta spunti in chiave solistica da parte di Fariselli e Capiozzo, ma secondo alcuni non paragonabile ai precedenti Arbeit macht frei e Caution Radiation Area.
Per qualche mese nel 1976 Tavolazzi e Capiozzo lasciano il gruppo per suonare con l'orchestra di Andrea Mingardi. Ma l'attività discografica del gruppo non si ferma: Maledetti (maudits) (in cui Tavolazzi e Capiozzo suonano su alcuni brani e vengono sostituiti da musicisti esterni in altri), confermò la volontà degli Area di conservare l'identità creativa della band, nonostante il periodo di "crisi" che stava attraversando il progressive italiano, con la parallela affermazione del punk e di altri nuovi generi musicali.
Sempre nello stesso anno Stratos collaborò con Giulio Stocchi e Gaetano Liguori all'album Cantata rossa per Tal Al Za'ar, un lavoro più sperimentale e dalle tinte volutamente politiche che riguardavano la strage del campo profughi palestinese di Tal Al Za'atar in Libano.

Tavolazzi e Capiozzo durante un concerto nel 1979

Nel 1977 esce la raccolta Anto/Logicamente e Paolo Tofani lasciò il gruppo. L'anno seguente gli Area lasciarono la Cramps per l'etichetta Ascolto, una sussidiaria della CGD. In quell'anno uscì il quinto album in studio, 1978 gli dei se ne vanno, gli arrabbiati restano!, con sonorità meno estreme degli album precedenti. Il disco rappresentò inoltre il primo in cui apparvero tra gli autori anche Capiozzo e Stratos (appena iscritti alla SIAE) mentre negli album antecedenti non erano menzionati (pur essendo tra i maggiori autori delle musiche). Addirittura dal primo disco fino a Crac sotto la firma Fariselli si nasconde Terzo Fariselli, padre di Patrizio e noto trombonista, dato che nessun componente era iscritto. Nello stesso anno a marzo suonarono a Lisbona, Coimbra e Porto; a giugno parteciparono al Festival Mondiale della Gioventù a Cuba. Nel 1978 hanno una rara comparsa televisiva nel programma Stryx suonando Hommage à Violette Nozières .
Nel 1979 i membri del gruppo parteciparono al primo disco solista di Mauro Pagani. All'inizio dell'anno Stratos lasciò il gruppo per proseguire progetti personali, ma non ebbe il tempo di completare alcun progetto: ad aprile gli fu diagnosticata una grave forma di anemia aplastica che lo costrinse al ricovero a New York. Morì il 13 giugno di quello stesso anno a soli 34 anni. In sua memoria fu celebrato un concerto live all'Arena di Milano, organizzato originariamente per pagargli le cure mediche e tramutatosi in un concerto in suo omaggio. All'esibizione parteciparono numerosi artisti dello scenario musicale italiano, tra cui Angelo Branduardi, il Banco del Mutuo Soccorso, Francesco Guccini, Antonello Venditti e Roberto Vecchioni, oltre naturalmente agli Area, per un ultimo saluto. Nel 1980 il gruppo pubblicò l'album Tic & Tac, ormai orientato a un fusion più tradizionale. Tre anni dopo, gli Area si sciolsero per la prima volta.

### Gli "Area II"
Un gruppo derivato dagli Area e chiamato Area II è comparso negli anni ottanta, comprendendo però della formazione originale il solo batterista Giulio Capiozzo. Molto più vicino al jazz rispetto alle precedenti incarnazioni degli Area, questo gruppo incise due album: l'eponimo "Area II°" nel 1986 con, oltre a Capiozzo, Andrea Allione (chitarra elettrica), Emanuele Cisi (sassofono contralto e tenore), Aldo Mella (bassi elettrici ed acustici) ed Emanuele Ruffinengo (tastiere) e "City Sound" nel 1987, con Capiozzo affiancato da Fabio Forte (trombone), Fabio Zeppetella (chitarra elettrica), Stefano Sastro (tastiere), Ramberto Ciammarughi (pianoforte), Luca Pirozzi (basso elettrico) e la partecipazione della vocalist Pat Heaven.

### Reunion successive
Nel 1993 gli Area si riunirono per un concerto in memoria di Gianni Sassi, da poco scomparso: la formazione era costituita dal trio Tavolazzi-Capiozzo-Fariselli. Tavolazzi uscì nuovamente dal gruppo, che pubblicò un ultimo disco, Chernobyl 7991, e continuò ad esibirsi fino al 1999. Nel marzo del 1997 si esibiscono al Lombardia Festival diretto dai fratelli Luigi e Carmelo Pistillo. Nel 2000, con la scomparsa di Giulio Capiozzo, il gruppo si sciolse nuovamente e Fariselli si dedicò al Patrizio Fariselli Project.
Nel 2009 si riuniscono a Siena con la formazione Fariselli-Tavolazzi-Tofani. Alla jam-session finale, come ospite si aggiunge Mauro Pagani, organizzatore della “Città aromatica” alla voce e violino, e Christian Capiozzo (figlio di Giulio), talentuoso batterista (ha suonato con Mario Biondi, ha fondato insieme all'organista Mecco Guidi il gruppo Capiozzo & Mecco, Jimmy Owens, Luca Sapio e Capiozzo & Mecco). La stessa formazione con Walter Paoli alla batteria tiene un concerto, nel maggio 2010, a New York, al Brecht Forum. Il 21 settembre 2010 la riunione degli Area viene ufficializzata con il concerto al Blue Note Club di Milano (alla batteria c'era Walter Paoli e Mauro Pagani come special guest). A partire da quella data incomincia il Reunion Tour degli Area, che ha attraversato l'Italia e che coinvolge Walter Paoli e U.T. Gandhi alla batteria oltre a diversi ospiti tra cui Maria Pia De Vito alla voce, prospettandosi un ritorno alla collaborazione fra Fariselli, Tofani e Tavolazzi anche oltre l'attività live.
Il 10 giugno 2011 hanno suonato a Piazza del Popolo a Roma, in occasione dell'iniziativa "IO VOTO", per i Sì ai referendum del 12 e 13 giugno. Il 20 novembre 2012 pubblicano il doppio album dal vivo Live 2012.
Nel maggio 2014 ricevono a Rezzato la Targa alla Carriera durante la manifestazione Musica da Bere.

## Formazione

### Attuale
- Paolo Tofani – chitarra (1972-1977, 2009-presente)
- Patrizio Fariselli – tastiera (1972-1983, 1993-2000, 2009-presente)
- Ares Tavolazzi – basso (1974-1983, 1993-1994, 2009-presente)
- Walter Paoli – batteria (2010-presente)

### Ex componenti
- Johnny Lambizzi – chitarra (1972)
- Gaetano Leandro – tastiera, pianoforte (1972)
- Patrick Djivas – basso (1972-1974)
- Victor Edouard Busnello – sassofono (1972-1974)
- Demetrio Stratos – voce, tastiera (1972-1979)
- Pietro Tonolo – sassofono (1979-1980)
- Larry Nocella – sassofono (1980-1983)
- Pietro Condorelli – chitarra (1994-1997)
- Paolino Dalla Porta – basso (1994-1999)
- Giulio Capiozzo – batteria, percussioni (1972-1983, 1985-2000)

### Musicisti addizionali
Nel corso degli anni molti musicisti hanno collaborato con il gruppo senza entrare a farvi parte:
- Steve Lacy (1976, compare in Maledetti (maudits) e Event '76)
- Paul Lytton (1976, compare in Maledetti (maudits) e Event '76)
- Anton Arze (1976, compare in Maledetti (maudits))
- Josè Arze (1976, compare in Maledetti (maudits))
- Hugh Bullen (1976, compare in Maledetti (maudits))
- Walter Calloni (1976, compare in Maledetti (maudits))
- Eugenio Colombo (1976, compare in Maledetti (maudits))
- Umberto Benedetti Michelangeli (1976, quartetto d'archi in Maledetti (maudits))
- Armando Burattin (1976, quartetto d'archi in Maledetti (maudits))
- Paolo Salvi (1976, quartetto d'archi in Maledetti (maudits))
- Giorgio Garulli (1976, quartetto d'archi in Maledetti (maudits))
- Guido Guidoboni (1979-1980, compare in Tic & Tac)
- Luciano Biasutti (1980, compare in Tic & Tac)
- Gigi Cifarelli (1997, compare in Chernobyl 7991)
- John Clark (1997, compare in Chernobyl 7991)

### Collaboratori
- Gianni Sassi (1972-1977, manager, art director e paroliere)
- Edoardo Sivelli (1973-1976, designer)
- Piero Bravin (1973-1976, tecnico del suono)
- Walter De Vercelli (1973-1976, tecnico del suono live)

## Discografia

### Album in studio
- 1973 – Arbeit macht frei
- 1974 – Caution Radiation Area
- 1975 – Crac!
- 1976 – Maledetti (maudits)
- 1978 – 1978 gli dei se ne vanno, gli arrabbiati restano!
- 1980 – Tic & Tac
- 1997 – Chernobyl 7991

### Album dal vivo
- 1975 – Are(A)zione
- 1979 – Event '76
- 1996 – Concerto Teatro Uomo
- 1996 – Parigi-Lisbona
- 2012 – Live 2012

### Raccolte
- 1977 – Anto/Logicamente
- 1980 – Area '70
- 1996 – Gioia e rivoluzione
- 2002 – Box Set
- 2002 – Live Concerts Box
- 2010 – The Essential Box Set Collection

### Singoli
- 1973 – L'abbattimento dello Zeppelin/Arbeit macht frei
- 1974 – L'Internazionale

### Partecipazioni a raccolte live
- 1976 – Parco Lambro, Laboratorio (comprende Gerontocrazia)
- 1979 – 1979 Il concerto - Omaggio a Demetrio Stratos, Cramps (comprende Danzanello e L'internazionale)

## Citazioni e omaggi
- Nel film Lavorare con lentezza (2004) gli Area sono interpretati dagli Afterhours.
- Nel 2012 gli Elio e le Storie Tese dedicano loro il brano Come gli Area, contenuto nel cd del 2013 L'album biango, in cui gli Area suonano anche un brano: Reggia (Base per altezza).